# 가보 (음식)
가보는 민어의 부레 속에 쇠고기, 두부, 오이 등의 소를 넣고, 끝을 실로 잡아매어 삶은 다음 둥글게 썬 한국 음식이다.

## 같이 보기
- 감화보금